# Platycephalus marmoratus
Platycephalus marmoratus är en fiskart som beskrevs av Stead, 1908. Platycephalus marmoratus ingår i släktet Platycephalus och familjen Platycephalidae. Inga underarter finns listade i Catalogue of Life.